# 海南龙船花
海南龙船花（学名：Ixora hainanensis），为茜草科龙船花属下的一个植物种。其种加词“hainanensis”意为“海南的”。